# Haim Eshed
Haim Eshed, ook bekend als Chaim Eshed (Hebreeuws: חים אשד; geboren in 1933) is gasthoogleraar luchtvaart en astronautiek aan verschillende onderzoeksinstituten voor ruimtevaarttechnologie. Als gepensioneerd brigadier-generaal bij de Israëlische Militaire Inlichtingendienst was Eshed bijna 30 jaar lang directeur van ruimtevaartprogramma's voor het Israëlische ministerie van Defensie, is hij voormalig voorzitter van het ruimtevaartcomité van de Nationale Raad voor Onderzoek en Ontwikkeling van het ministerie van Wetenschap, Technologie en Ruimtevaart en lid van de stuurgroep van het Israëlische Ruimteagentschap. Eshed is verantwoordelijk voor de lancering van 20 satellieten van Israëlische makelij en hij wordt algemeen beschouwd als de vader van het Israëlische ruimtevaartprogramma.
In 1967 kreeg Eshed de Chief of Staff Citation, de hoogste niet-gevechtsonderscheiding die door het Israëlisch defensieleger wordt uitgereikt. Tijdens zijn carrière ontving hij ook drie keer de Israel Defense Prize, het hoogste civiele onderscheidingsteken van de staat Israël, maar de redenen daarvoor blijven geheim.
Eshed diende bij de zeer geheime Unit 81, die technologische oplossingen leverde aan de militaire inlichtingendienst van het Israëlisch defensieleger.
In 2020 werd Eshed bekend door zijn bewering dat wereldregeringen in het geheim samenwerkten met buitenaardse wezens. Eshed stelde onder andere dat een "Galactische Federatie" wacht tot de mens een stadium bereikt waarin we begrijpen wat ruimte en ruimteschepen zijn.
- Gemeinsame Normdatei: 1251006248
- International Standard Name Identifier: 0000 0005 0031 2036
- Library of Congress Control Number: no2019073985
- Nationale Bibliotheek van Israël: 987007504530105171
- Virtual International Authority File: 308283659
- WorldCat: E39PBJhmM7x438gPyYFP8f4cyd